# Ringskjeret (Askøy)
Ringskjeret est une île norvégienne du comté de Hordaland appartenant administrativement à Askøy.

## Description
Il s'agit d'un amas rocheux et désertique d'une quarantaine de mètres de longueur dont plusieurs immergés sur une largeur approximative de 30 m. 